# Lingua montenegrina
La lingua montenegrina (nome nativo: crnogorski jezik, црногорски језик) è un idioma slavo riconosciuto come lingua ufficiale in Montenegro.

## Classificazione
Il montenegrino appartiene al gruppo sud-occidentale delle lingue slave meridionali (fanno parte di questo sottogruppo l'insieme di lingue che derivano dal serbo-croato e lo sloveno). Dal punto di vista linguistico, il montenegrino risulta simile a serbo, croato e bosniaco (in linguistica, queste lingue sono ricomprese collettivamente sotto la denominazione di lingua serbo-croata).
Secondo alcuni linguisti, rispettive varianti del serbo-croato si potrebbero definire dialetti anziché lingue vere e proprie, poiché le variazioni di pronuncia e di lessico risultano contenute. In alcuni enti e istituzioni serbo-croate, queste vengono accorpate, insieme alla variante bosniaca e montenegrina, in un'unica dicitura. L'Università di Vienna, città in cui è presente una grande comunità di persone provenienti dai Paesi dell'ex-Jugoslavia, ha inserito nei propri piani di studi del serbo-croato come un'unica lingua, chiamandola BKS (Bosnisch-Kroatisch-Serbisch) e tenendo le lezioni senza fare distinzione di titolo tra le varianti.

## Status ufficiale e diffusione
La Costituzione del Montenegro del 19 ottobre 2007 riconosce lingue ufficiali il montenegrino, il serbo, il croato, il bosniaco e l'albanese. Lungo la costa adriatica viene parlato e compreso anche l'italiano, pur non avendo status ufficiale.
Il montenegrino è la lingua ufficiale del Montenegro da quando ha dichiarato l'indipendenza dalla Serbia nel 2006, mentre in precedenza, nelle istituzioni e nel sistema educativo, era ufficiale il serbo sotto la dicitura di "serbo-montenegrino".
Secondo il censimento del 2023, il 43,18% degli abitanti del Montenegro dichiara di parlare serbo, mentre il 34,52% dichiara di parlare montenegrino. La questione linguistica è un problema dibattuto attualmente, come in tutta l'area, anche in Montenegro. Nel precedente censimento del 1991, la maggioranza dei cittadini montenegrini si dichiaravano locutori della lingua ufficiale di allora: il serbo-croato. Dopo la Seconda guerra mondiale e fino al 1992, la lingua ufficiale del Montenegro è stata il serbo-croato. Nell'ultimo decennio del XX e nei primi anni del XXI secolo, sono cominciate ad apparire le prime organizzazioni per la promozione del montenegrino come lingua separata.
Alcuni linguisti comparano questa situazione con quella della lingua croata e della lingua bosniaca rispetto al serbo, arrivando alla conclusione che la posizione del montenegrino sia comparabile a quella delle due suddette lingue.

## Fonologia
Il montenegrino, come serbo, croato e bosniaco, presenta una coincidenza tra scrittura e pronuncia: ogni lettera viene pronunciata così com'è scritta e viceversa.
Per quanto riguarda l'accentazione, la maggior parte delle parole ha l'accento sulla prima sillaba, mentre non può mai essere accentata l'ultima sillaba.

## Sistemi di scrittura
Il montenegrino può essere scritto sia con l'alfabeto latino che con quello cirillico ed entrambi sono riconosciuti come ufficiali, anche se ormai in Montenegro si scrive quasi esclusivamente in alfabeto latino.

## Considerazioni linguistiche
Sia nella fonetica sia nel lessico il montenegrino si è allontanando dal bosniaco, dal croato e dal serbo in modo maggiore di quanto queste tre lingue si differenziano tra loro.
Le lettere Ś e Ź (che rappresentano rispettivamente i fonemi consonantici IPA [ç] e [ʝ]) sono una introduzione recente nella lingua e allontanano definitivamente l'ortografia montenegrina da quella delle altre tre lingue. Queste lettere sono standardizzate dalle pubblicazioni ufficiali dello Stato del Montenegro l'Ortografia e il Dizionario della lingua montenegrina. I due nuovi grafemi sono rappresentazioni di fonemi che nel montenegrino e nel bosniaco esistono autonomamente, mentre nel serbo e nel croato sono presenti solo grazie all'assimilazione per sonorità. Sono comunque grafemi già esistenti nel mondo slavo occidentale. Non è stato introdotto un terzo grafema, lo “ӡ”, presente anche nel bosniaco, nel croato e nel serbo ma solo come risultato dell'assimilazione.
La nuova Ortografia della lingua montenegrina sottolinea il cambiamento fonologico nella neo-lingua: il montenegrino si rifà soprattutto al proprio dialetto meridionale come una delle due basi lessicali, distante dalla matrice stocava che era lo standard prebellico in Bosnia-Erzegovina, Croazia, Montenegro e Serbia.
Il dialetto prevalentemente parlato in Montenegro è il neoštokavo ijekavo, del quale esistono due sottodialetti: 
- il dialetto dell'Erzegovina orientale, che si usa nell'ovest del Montenegro, nella "Erzegovina antica" ("Stara Hercegovina");
- il dialetto zetano, che si usa nelle altre parti del Montenegro ed è il più diffuso.

Il vocabolario del montenegrino ha alcune caratteristiche differenti da quelle degli altri dialetti, con determinate parole differiscono nei vocaboli (ad esempio sjutra viene usata in Montenegro al posto di sutra, usata nel serbo, nel croato e nel bosniaco standard).